# No Dzsongjun
No Dzsongjun (hangul: 노정윤, handzsa: 盧廷潤, RR: No Jeong-yun; Incshon (Incheon), 1971. március 28. –) dél-koreai válogatott labdarúgó.

## Fordítás
- Ez a szócikk részben vagy egészben  a   Noh Jung-yoon című angol Wikipédia-szócikk fordításán alapul.  Az eredeti cikk szerkesztőit annak laptörténete sorolja fel. Ez a jelzés csupán a megfogalmazás eredetét és a szerzői jogokat jelzi, nem szolgál a cikkben szereplő információk forrásmegjelöléseként.